# رساله در اصلاح فاهمه
رسالهٔ در اصلاح فاهمه (به لاتین :Tractatus de Intellectus Emendatione و به انگلیسی:Treatise on the Emendation of the Intellect) اثری از فیلسوف قرن هفدهم، باروخ اسپینوزا می‌باشد، که در پی اصلاح و بَسط روش‌شناسی دکارتی است.

## مقدمه
رسالهٔ "در اصلاح فاهمه و بهترین راه برای شناخت حقیقی چیز ها" اثری است ناتمام که درسال ١۶٧٧ توسط نزدیکان اسپینوزا پس از مرگ وی به چاپ رسید. 
هدف اسپینوزا در نگارش این کتاب تدوین روشی فلسفی یا به‌طور دقیق‌تر ایجاد راهی برای درست اندیشیدن است تا ذهن(فاهمه) انسانی دچار خطا نشود و حقایق را به‌صورت واضح و متمایز شناسایی کند.

## کلیاتی از رساله
این کتاب در حقیقت بازبینی و اصلاح تفکرات روش شناسانهٔ رنه دکارت در کتاب‌های قواعد هدایت ذهن و تأملات در فلسفه اولی می‌باشد.
از نظر دکارت و اسپینوزا ذهن انسان برای شناخت و شروعِ فهمِ جهان نیاز به هیچ تجربهٔ بیرونی ندارد و با یقین های فطری و درونی ذهن شروع می‌کند. یقین ها یا تصوراتی که به حدی روشن و متمایز هستند که هیچ شکّی در آنها نیست (البته شک و کوگیتو پرداخته شده در کتاب تأملات نشان دهندهٔ همین حقیقت است). اما در بخش دیگری از این تفکرات اسپینوزا در مخالفت با دکارت برآمده و مشخص می‌کند که یقینی بودن این حقایقِ فطری یا ذهنی براساس آنچه که دکارت میگفت "ضمانتِ خداوند" نیست بلکه یقین آن همان «ذات ذهنیِ شیء» است، یعنی به‌طور دقیقتر به دلیل «خودبسندگی یا خودعلیتیِ» ذهنِ بشرْ تصورات همانطور که هستند در ذهن نمایانده می‌شوند و هیچ شکّی در این حقیقت نیست.
لازم به ذکر است که این حقایق فطری به‌صورت شهودی مورد شناسایی بشر قرار میگیرند. 
حال با فهم این حقیقت (ضمانت درونیِ حقایقِ فطری و فهم شهودی آنها)، ذهن بشری با ترکیب حقایق فطری، سایر حقیقت های در جهان را به‌صورت زنجیرهٔ بی‌پایان، استنتاج(حرکت از معلومات به مجهولات) می‌کند.

## برگردان فارسی
ترجمهٔ این کتاب درسال ١٣٧۵ توسط اسماعیل سعادت در "مرکز نشر دانشگاهی" به چاپ رسیده است.